# Гордана Граовац
Гордана Граовац (Ниш, 21. јул 1945 — Загреб, 8. децембар 2021.) била је српска сликарка из Загреба.  

## Биографија
Гордана Граовац се школовала у Ријеци, потом је од 1962. студирала сликарство у Загребу.

## Уметничко стваралаштво
Гордана Граовац је сликала мртве природе, пејзаже и портрете у техници сувог пастела на папиру и уљу на платну.
Усамљеност човека је основна тема њеног медитативног сликарства, а колористичка гама је пригушена и пастелна. Ликови и крајолици прожети су симболичним призорима из сна и детињства (Метаморфоза, 1971; Путовање, 1975; Чекање 1976).